# Любіжнянський Гук
Любіжня́нський Гук — каскадний водоспад в Українських Карпатах, в масиві Ґорґани, на річці Любіжня (ліва притока Пруту). 
Розташований біля західної околиці смт Делятин (присілок Любіжня) Надвірнянського району Івано-Франківської області, на відстані бл. 9 км від центру Делятина. 
Висота водоспаду — 5 м. Праворуч від водоспаду (за течією річки) розташовані залишки берегоукріплення (кін. ХІХ — поч. ХХ ст.), викладені кам'яними блоками. Неподалік є зручне місце для стоянки з наметами. 
Нижче по течії, на відстані 6,5 км, розташований менш відомий Любіжнянський Гук Малий (2,5—3 м).

## Світлини та відео

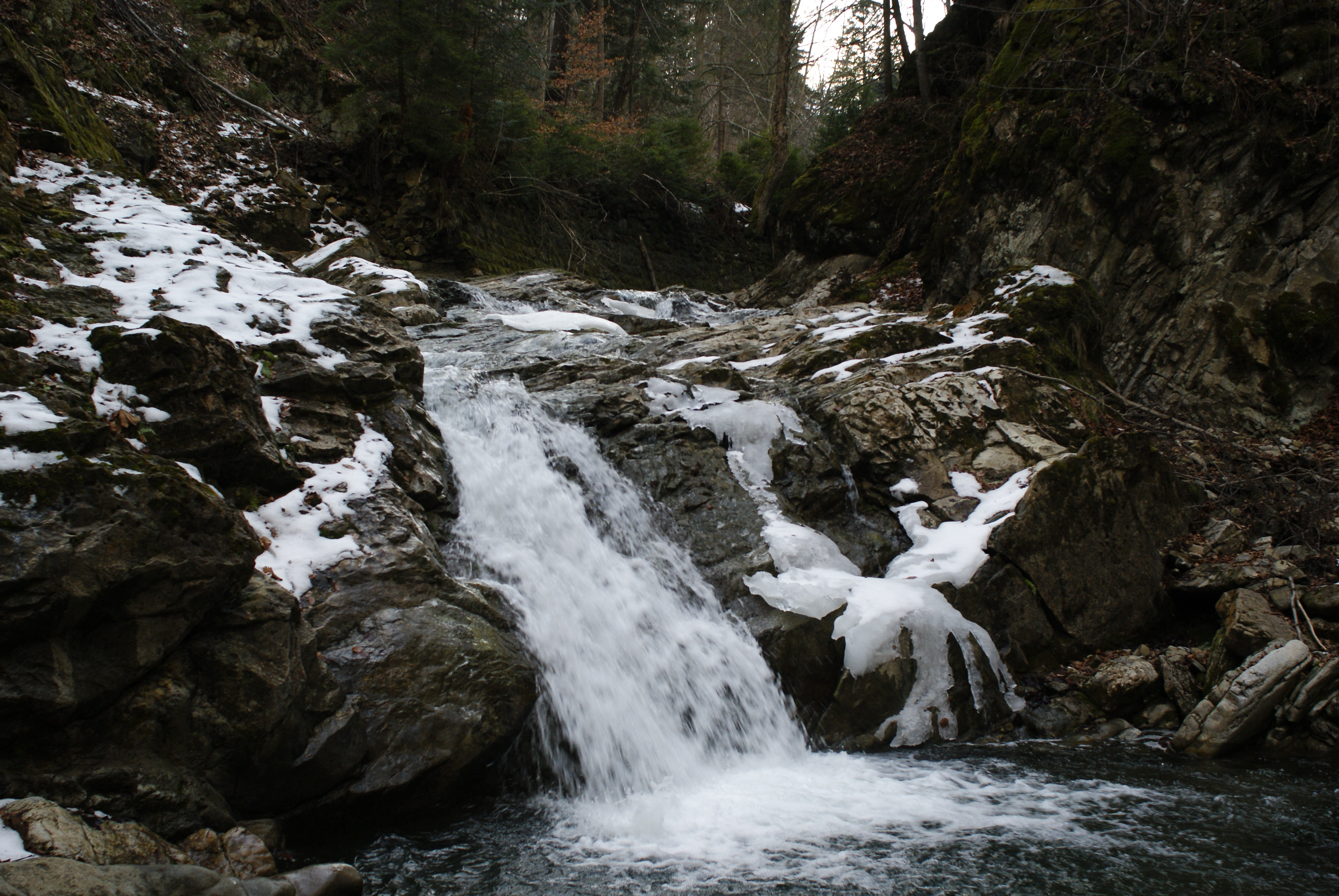
Водоспад взимку
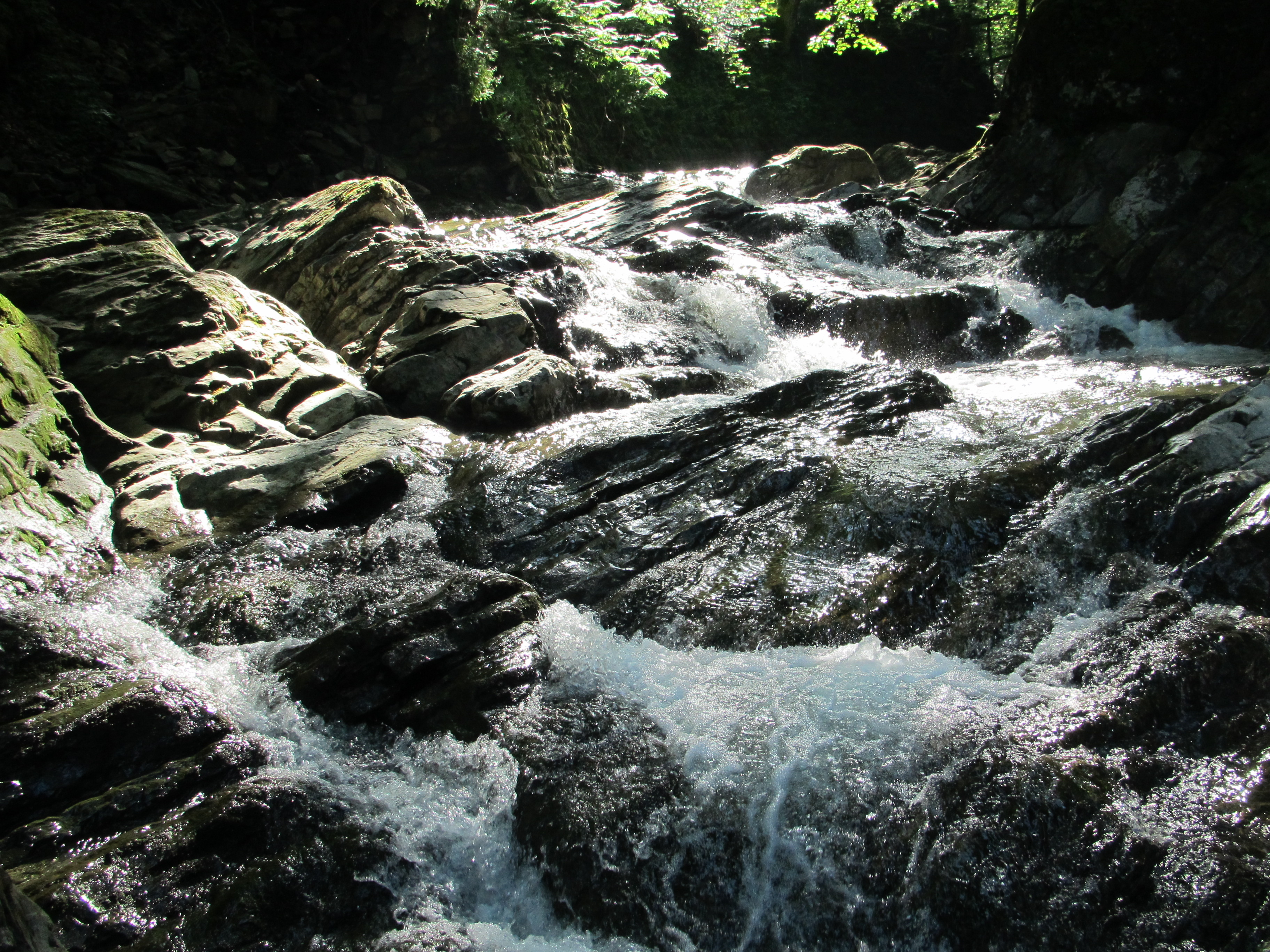
Верхній каскад
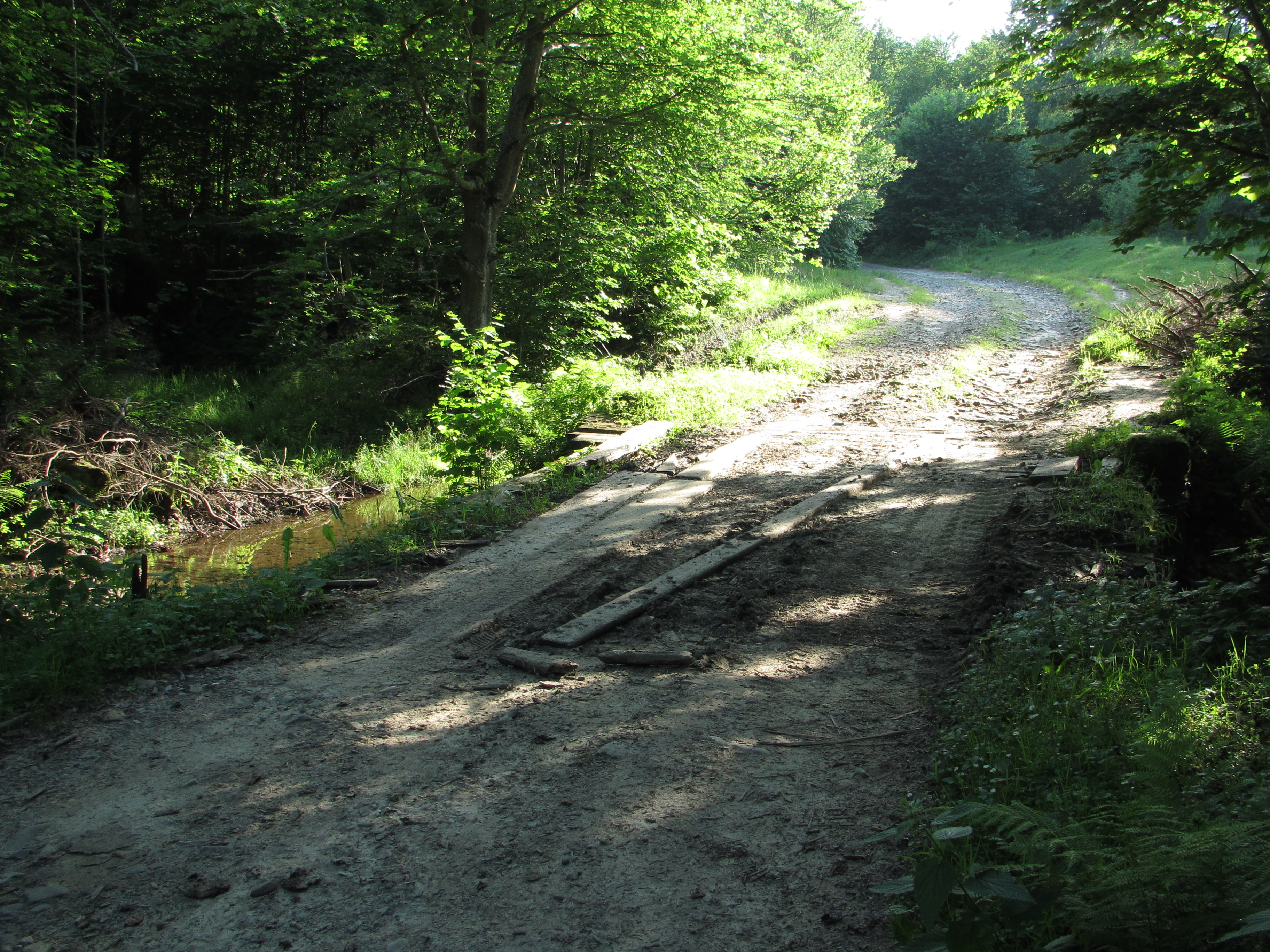
Дерев'яний міст перед водоспадом
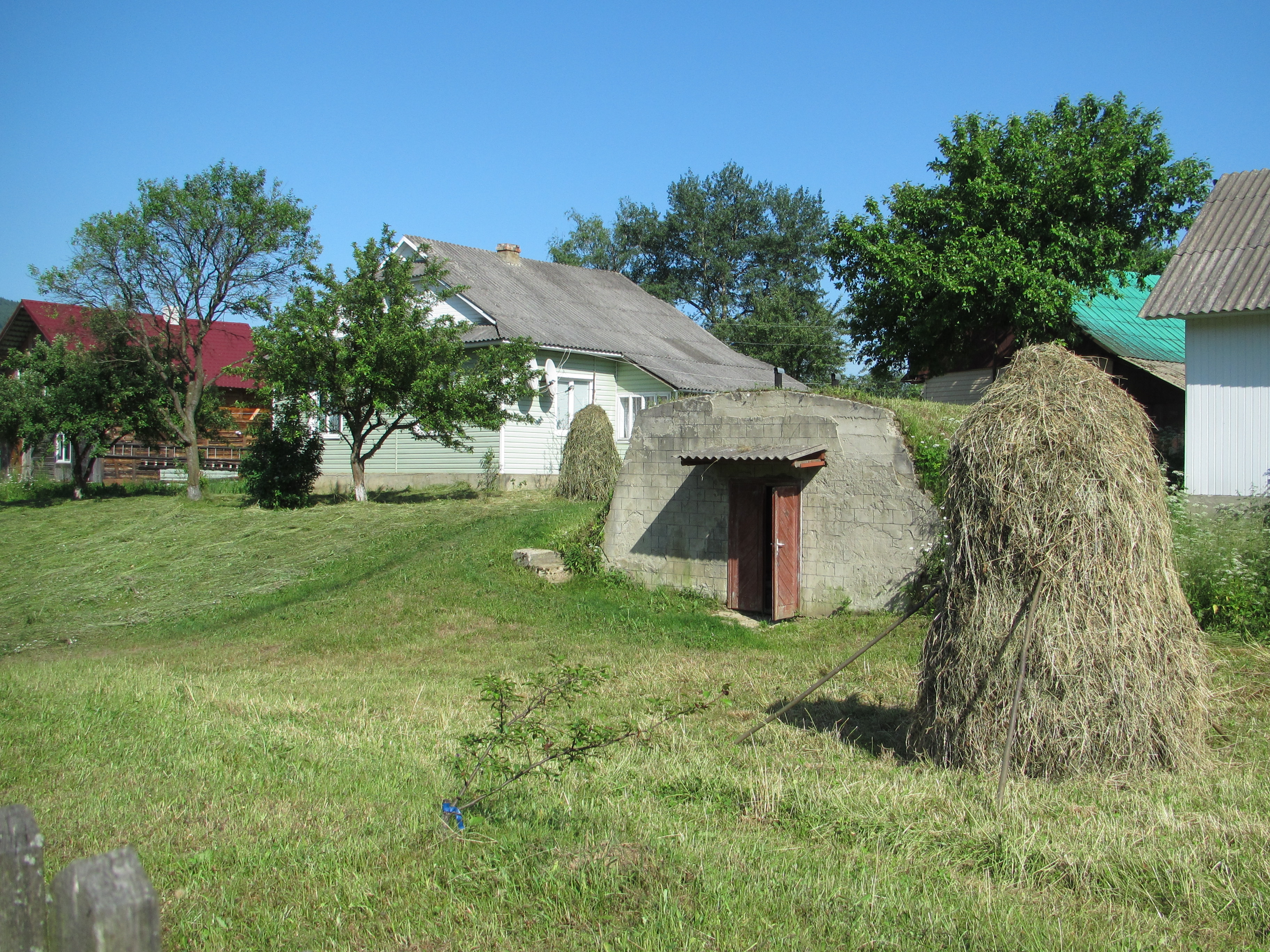
Остання хата перед водоспадом
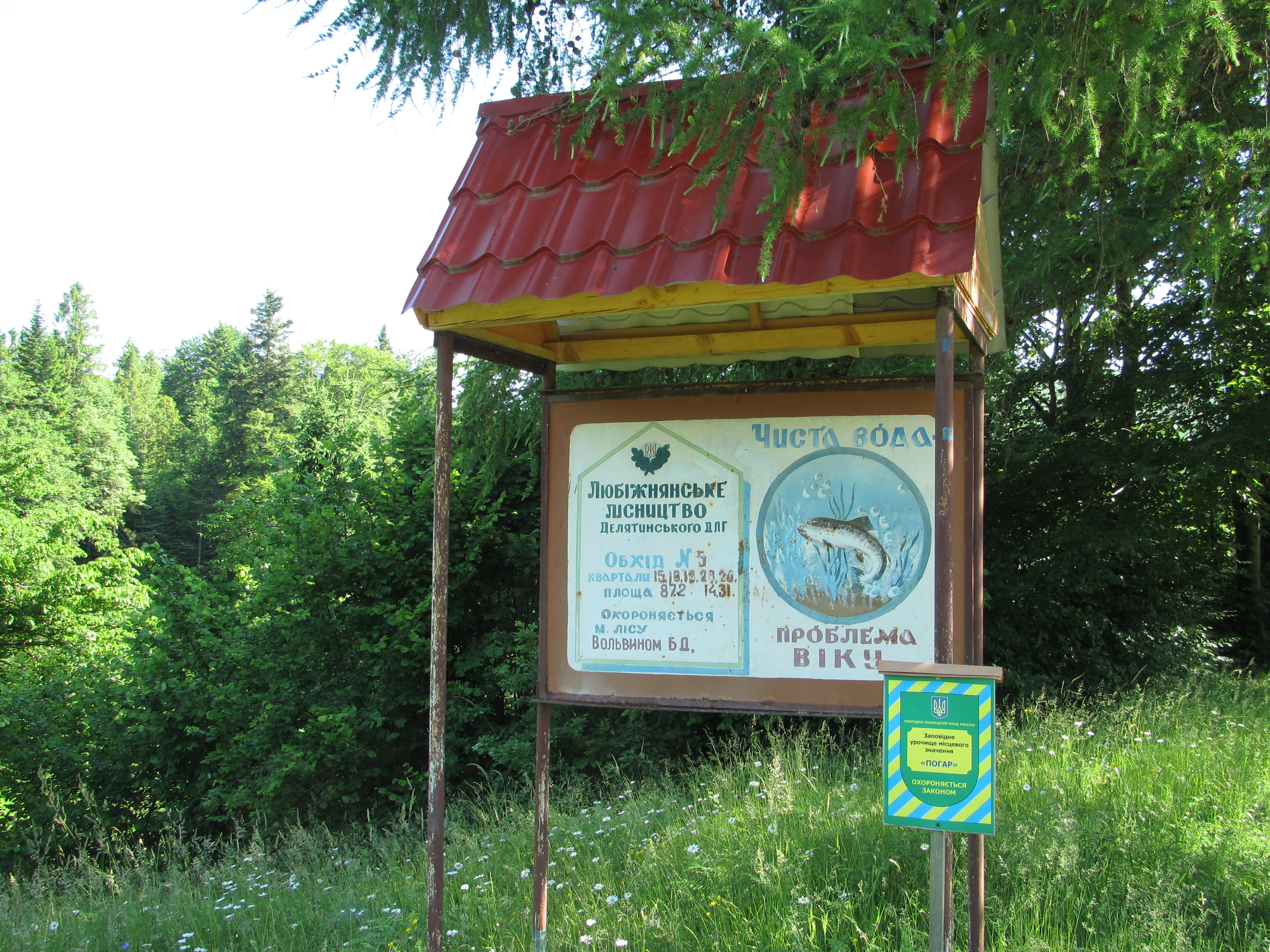
Дороговказ до Любіжнянського Гука
- Відео